# Pannots
Els pannots (Pannota) són un dels dos subordres en què es divideix l'ordre Ephemeroptera.

## Taxonomia
El subordre Pannota conté dues superfamilias i set famílies.
- Superfamilia Ephemerelloidea
  - Família Ephemerellidae
  - Família Leptohyphidae
  - Família Tricorythidae
- Superfamilia Caenoidea
  - Família Neoephemeridae
  - Família Baetiscidae
  - Família Caenidae
  - Família Prosopistomatida